# Sonia Lannaman
Sonia May Lannaman-Garmston, angleška atletinja, * 24. marec 1956, Birmingham, Anglija, Združeno kraljestvo.
Nastopila je na olimpijskih igrah v letih 1972 in 1980, ko je osvojila bronasto medaljo štafeti 4x100 m in osmo mesto v teku na 200 m. Na evropskih prvenstvih je osvojila srebrno medaljo v štafeti 4x100 m leta 1978, na evropskih dvoranskih prvenstvih srebrno medaljo v teku na 60 m leta 1976, na igrah Skupnosti narodov pa dve zlati in srebrno medaljo v štafeti 4x100 m, zlato medaljo v teku na 100 m in srebrno v teku na 200 m.